# Moody (Texas)
Moody è un centro abitato degli Stati Uniti d'America situato nella contea di McLennan dello Stato del Texas.
La popolazione era di 1.371 persone al censimento del 2010. Fa parte dell'area metropolitana di Waco.

## Geografia fisica
Moody è situata a 31°18′27″N 97°21′37″W (31.307489, -97.360210). Secondo lo United States Census Bureau, ha un'area totale di 0,9 miglia quadrate (2,3 km²).

## Società

### Evoluzione demografica
Secondo il censimento del 2000, c'erano 1.400 persone, 529 nuclei familiari e 369 famiglie residenti nella città. La densità di popolazione era di 1.645,7 persone per miglio quadrato (635,9/km²). C'erano 616 unità abitative a una densità media di 724,1 per miglio quadrato (279,8/km²). La composizione etnica della città era formata dall'82,71% di bianchi, il 14,93% di ispanici o latinos, l'8,79% di afroamericani, lo 0,36% di nativi americani, lo 0,14% di isolani del Pacifico, il 6,57% di altre razze, e l'1,43% di due o più etnie.
C'erano 529 nuclei familiari di cui il 33,5% aveva figli di età inferiore ai 18 anni, il 54,4% aveva coppie sposate conviventi, il 12,9% aveva un capofamiglia femmina senza marito, e il 30,2% erano non-famiglie. Il 27,4% di tutti i nuclei familiari erano individuali e il 16,3% aveva componenti con un'età di 65 anni o più che vivevano da soli. Il numero di componenti medio di un nucleo familiare era di 2,57 e quello di una famiglia era di 3,14.
La popolazione era composta dal 27,2% di persone sotto i 18 anni, l'8,6% di persone dai 18 ai 24 anni, il 25,8% di persone dai 25 ai 44 anni, il 20,5% di persone dai 45 ai 64 anni, e il 17,9% di persone di 65 anni o più. L'età media era di 36 anni. Per ogni 100 femmine c'erano 85,9 maschi. Per ogni 100 femmine dai 18 anni in giù, c'erano 80,4 maschi.
Il reddito medio di un nucleo familiare era di 26.974 dollari e quello di una famiglia era di 34.271 dollari. I maschi avevano un reddito medio di 28.828 dollari contro i 21.204 dollari delle femmine. Il reddito pro capite era di 13.048 dollari. Circa il 16,3% delle famiglie e il 18,2% della popolazione erano sotto la soglia di povertà, incluso il 22,1% di persone sotto i 18 anni e il 18,7% di persone di 65 anni o più.